# Gaeltarra Éireann
Gaeltarra Éireann (pron.[ˈɡeːl̪ˠt̪ˠaɾˠa ˈeːɾʲən̪ˠ]) fou una agència estatal de la República d'Irlanda creada el 1957 específicament per a la Gaeltacht, la zona de parla gaèlica d'Irlanda. Depenia del Ministeri per als Afers de la Comunitat, Rurals i Gaeltacht que havia començat a coordinar els afers de la Gaeltacht quan es van establir els nous límits per a la reducció de la mida de Gaeltacht en 1956.
L'enfocament de Gaeltarra a la tasca en qüestió se centrà en la creença que havia de tenir algun tipus d'enfocament urbà a la Gaeltacht, cosa que podria atraure la inversió industrial a l'interior i mantenir la població jove a la zona. Va crear dos principals polígons industrials, una a Na Doirí Beaga al nord-oest de Comtat de Donegal, i un altre al voltant d'An Spidéal al sud-oest de Comtat de Galway. Inicialment, cosa objecte de controvèrsia, com Croithlí (Donegal) i Tuar Mhic Éadaigh (Mayo) gairebé tenien indústries reeixides, i s'hi establiren bases econòmiques. Gaeltarra Éireann va declarar que va escollir aquests dos indrets perquè segons el cens eren els districtes més forts lingüísticament (en termes d'irlandès), i que intentaven "aixecar la bandera" i possiblement encoratjar a altres persones d'àrees de la Gaeltacht lleugerament més febles per continuar parlant l'idioma. En termes de creació de llocs de treball aquests esquemes van tenir un èxit relatiu. Van atreure negocis a petites comunitats rurals situades a la perifèria occidental d'Europa, en les zones que prèviament havien estat patint un deteriorament econòmic a llarg termini i despoblació.
No obstant això, Gaeltarra Éireann va fallar en potser el seu objectiu més fonamental - la defensa de la utilització de la irlandès com l'idioma principal a la Gaeltacht. Molts inversors consideraven inútil l'irlandès i els entorns de treball eren totalment anglòfons. Això soscavava la llengua materna i va afegir-ne un factor de perill. L'organització no va considerar la llengua com un atractiu turístic potencial i no va preveure aturar el descens per tal d'explotar el caràcter únic internacional de la llengua.
L'Údarás na Gaeltachta fou establit en 1980 per a continuar la tasca del Gaeltarra Éireann.